# Legemeer
Legemeer (Fries: Legemar) is een dorp of buurtschap in de gemeente De Friese Meren in de Nederlandse provincie Friesland. Legemeer ligt tussen Langweer en Sint Nicolaasga. In 2023 telde het dorp 90 inwoners. Het dorp wordt door het kadaster als buurtschap getypeerd. 

## Geschiedenis
De plaats werd vanaf de 13e eeuw vermeld als Nouimeis, de nye meer, Leg(h)emeer, Nijemeer, Nyemerr, Legemeer, Leegemeer en Lagemeer. Mogelijk duidt de naam op een lage plek, mogelijk bij een meer, hoewel dit niet overeenkomt met de huidige hoger gelegen plaats. De plaats is mogelijk naar een hoger gelegen gebied verhuist, waar de 'nye' (nieuwe) ook op wijst.
Het dorpsgebied is in het verleden groter geweest dan tegenwoordig. De omliggende bossen vielen in het dorpsgebied en ook de buurtschappen Heide en De Rijlst hoorden bij het dorp.
In 1840 had het dorp Legemeer zelf negen huizen waarin 58 bewoners woonden. Het aantal inwoners schommelt daarna tussen de 50 en 60. In 1969 zijn er 69 inwoners, het hoogste aantal van twintigste eeuw. Het aantal woningen is sindsdien met een paar huizen toegenomen.
De kerk van Legemeer is in 1720 tot ruïne vervallen. In 1788 werd melding gedaan van een kerk zonder toren. De kerk zal niet veel later helemaal zijn afgebroken. De begraafplaats is overgebleven met een klokkenstoel. Deze klokkenstoel stamt uit de 20ste eeuw. De oude klokkenstoel werd verwoest door een herfststorm in 1972. De klokkenstoel werd daarna in dezelfde stijl herbouwd.
Tot de gemeentelijke herindeling van 1 januari 1984 lag Legemeer in de gemeente Doniawerstal, daarna lag de plaats in de gemeente Skarsterlân. Per 2014 ging die gemeente op in de gemeente De Friese Meren.

## Hotel en golfbaan
Rond de begraafplaats van Legemeer ligt de golfbaan van de BurgGolf St. Nicolaasga. Aan de andere kant van de weg bevindt zich een hotel.